# راسم المرور متعدد المسار
راسم المرور متعدد المسار (بالإنجليزية: Multi Router Traffic Grapher)‏ أو MRTG. هو نظام مراقبة في شبكات الحاسوب مطور عن طريق لغة البرمجة بيرل من قبل توبي أوتكر Tobi Oetiker.

## توبي أوتكر
ولد  توبي أوتكر في سويسرا في فبراير من عام 1969 هو مهندس كهربائي عمل 11 عاما في جامعة زوريخ وهو مصمم MRTG والعديد من البرامج ذات المصادر المفتوحة تحت النظام Linux.

## وصلات خارجية
الموقع الرسمي